# 대중역사
대중역사는 대중적 접근 방식을 취하고 광범위한 독자층을 목표로 하며 일반적으로 학술적인 분석보다 내러티브, 개성 및 생생한 세부 사항을 강조하는 광범위한 역사학 장르이다. 이 용어는 일반적으로 더 전문화되고 기술적인 전문 학술 또는 학술 역사 저술과 대조적으로 사용된다.
대중 역사는 그 자체를 위해서 뿐만 아니라 역사가 어떻게 윤리적으로 책임 있는 현재를 촉진할 수 있는지를 강조하기 위해 과거를 재창조한다는 의미에서 "윤리학"이라고 생각된다. 어떤 사람들은 그것을 과학의 언어를 일상적인 언어로 번역할 수 있는 더 나은 대화 상대가 된 작가가 만들어낸 역사라고 본다.
인기 있는 역사가 중 일부는 학계에 소속되지 않은 반면, 다른 일부는 학자 또는 전직 학자인 경우도 있다. 많은 사람들이 역사에서 학위를 취득한 후 언론인으로 일했다. 대중 역사가는 전국적으로 유명하거나 베스트셀러 작가가 될 수 있으며 "공공 역사가"로서의 역할에서 특정 정치적 관점의 이익에 봉사할 수도 있고 그렇지 않을 수도 있다.
미국 대중 역사가의 최근 사례로는 스티븐 앰브로즈, 도리스 컨스 굿윈이 있다.
영국의 인기 역사가의 최근 예에는 니얼 퍼거슨, 톰 홀랜드 등이 있다.

## 같이 보기
- 공공역사
- 정사 (역사학)
- 통속과학
- 휘그사관